# Capparicordis tweediana
Capparicordis tweediana är en kaprisväxtart som först beskrevs av August Wilhelm Eichler, och fick sitt nu gällande namn av Hugh Hellmut Iltis och Cornejo. Capparicordis tweediana ingår i släktet Capparicordis och familjen kaprisväxter. Inga underarter finns listade i Catalogue of Life.